# Egan Bernal
Pour les articles homonymes, voir Bernal.
Bernal  Gómez est un nom espagnol. Le premier nom de famille, en général paternel, est Bernal ; le second, en général maternel, souvent omis, est Gómez.
Egan Arley Bernal Gómez, né le 13 janvier 1997, est un coureur cycliste colombien, membre de l'équipe Ineos. Venu du VTT et spécialiste des courses par étapes, il devient le 28 juillet 2019, à 22 ans et 196 jours le plus jeune vainqueur du Tour de France depuis François Faber en 1909, ainsi que le premier coureur colombien et latino-américain à s'imposer dans la « Grande Boucle ». Il a auparavant remporté le Tour de l'Avenir en 2017, le Tour de Californie en 2018, Paris-Nice et le Tour de Suisse en 2019. En 2021, il remporte son premier Tour d’Italie et ajoute à cette occasion un deuxième grand tour à son palmarès.  
Le 24 janvier 2022, il est victime d'un grave accident à Gachancipá, dans sa région résidentielle en Colombie, en percutant un bus à l'arrêt durant un entraînement à vélo.

## Biographie

### Enfance et débuts cyclistes

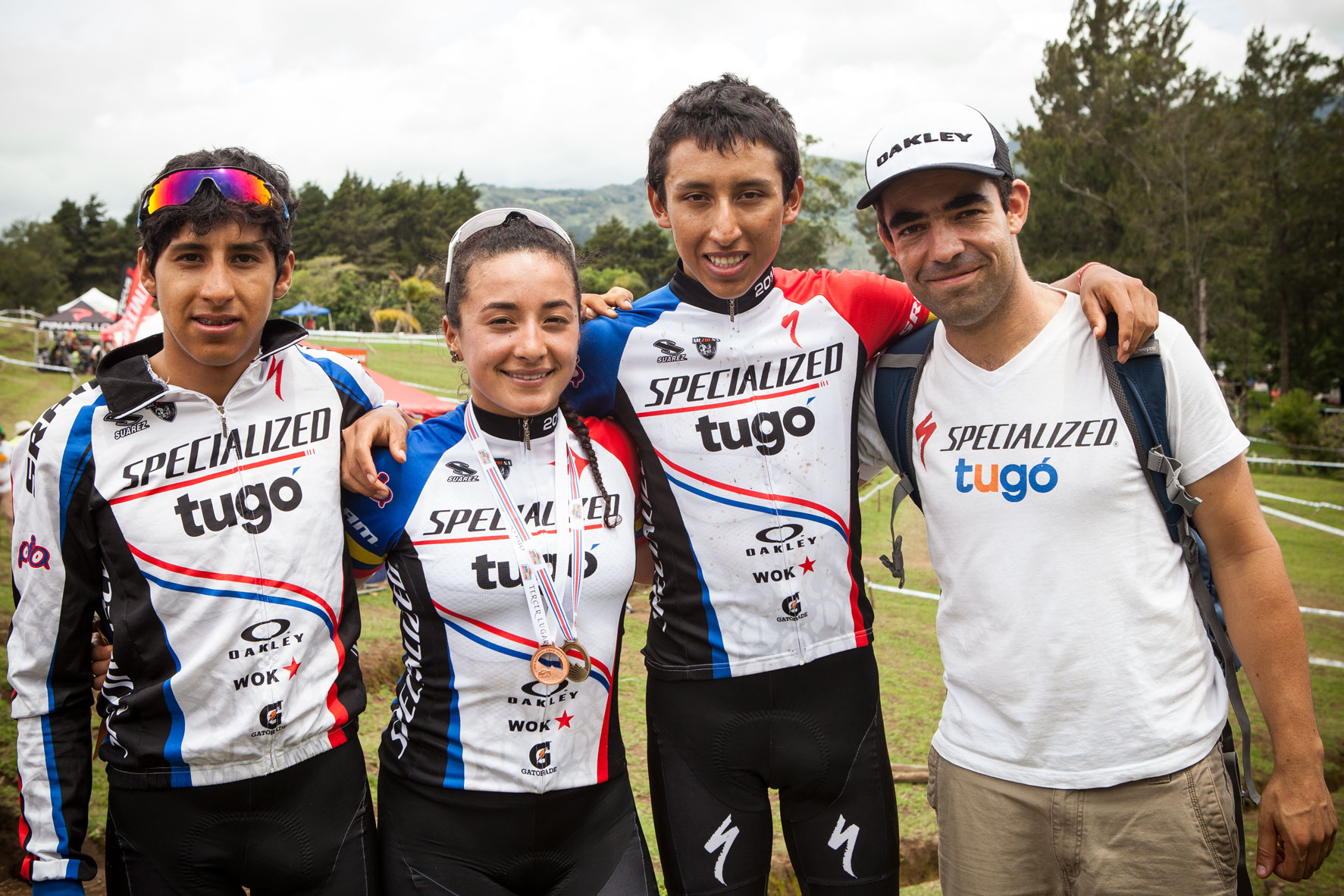
Egan Bernal après une compétition de VTT au Costa Rica en 2014.

Egan Bernal naît le 13 janvier 1997 à Bogota (capitale de la Colombie) mais a grandi à Zipaquirá (département de Cundinamarca), une ville située à 2 600 mètres d’altitude. Il commence le cyclisme à l'âge de huit ans, incité par son père German, gardien de la cathédrale de sel de Zipaquirá, qui a également pratiqué ce sport. Alors qu'il est intéressé par le métier de journaliste et commence des études de communication, ses parents le poussent à miser davantage sur le cyclisme.
Il s'illustre en catégorie junior en VTT, avec des médailles d'argent et de bronze aux championnats du monde de cross-country de sa catégorie, en 2014 et 2015, ainsi qu'un titre de champion panaméricain de cross-country juniors en 2015. En septembre 2015, il se rend en Italie avec une sélection nationale colombienne et y remporte la seule course sur route qu'il dispute, le Trofeo di Autunno del Monte Pisano-Sognando il Giro delle Fiandre,, le petit Tour des Flandres des juniors en Toscane.

### Carrière professionnelle

#### 2016-2017: Androni Giocattoli
Par l'intermédiaire de son directeur d'équipe de VTT Pablo Mazuera, et de l'ancien coureur Paolo Alberati, qui devient son agent, il entre en contact avec Gianni Savio, qui le recrute pour quatre ans malgré son jeune âge,. Egan Bernal passe ainsi au cyclisme sur route en 2016 et devient coureur professionnel, à 19 ans, au sein de l'équipe Androni Giocattoli-Sidermec. Il est entraîné par Michele Bartoli, ancien double vainqueur de Liège-Bastogne-Liège. Il fait bonne impression lors de ses débuts, notamment au Tour du Trentin, où il est neuvième d'étape à Mezzolombardo, arrivant parmi les favoris, et termine seizième et meilleur jeune du classement général. Il est également meilleur jeune de la Semaine internationale Coppi et Bartali (17e du classement général) et du Tour de Slovénie (4e). En mai, il remporte le Tour de Bihor, en Roumanie. Avec l'équipe de Colombie espoirs, il prend la quatrième place du Tour de l'Avenir.
En 2017, Egan Bernal remporte le Tour de Savoie Mont-Blanc et le Sibiu Cycling Tour. 
Ses places d'honneurs lors des courses italiennes (2e du Tour des Apennins, 3e du Mémorial Marco Pantani, 4e de la Semaine Coppi et Bartali, 5e du Tour de Toscane, 9e du Tour des Alpes) lui permettent de prendre la deuxième place de la Coupe d'Italie, et d'en être le meilleur espoir. En fin de saison, il s'illustre avec l'équipe de Colombie espoirs en remportant le classement général et deux étapes de montagne du Tour de l'Avenir, épreuve phare du calendrier des moins de 23 ans. 
Ses performances attirent l'attention d'équipes du World Tour, dont Movistar et Sky. Il s'engage pour la saison 2018 avec cette dernière, qui indemnise de 300 000 euros (transfert) l'équipe Androni Giocattoli pour racheter le contrat en cours,,.

#### 2018: victoire sur le Tour de Californie
Egan Bernal fait ses débuts avec Sky en janvier 2018. Xabier Artetxe devient son entraîneur. Au Tour Down Under, il est sixième et meilleur jeune du classement général. 
Dans la foulée, il décroche le titre de champion de Colombie du contre-la-montre. Il dispute ensuite Colombia Oro y Paz, nouvelle course par étapes colombienne, dont il remporte le classement général devant Nairo Quintana et Rigoberto Uran. Lors du Tour de Catalogne, il épate une nouvelle fois les suiveurs, en étant le seul à pouvoir suivre Alejandro Valverde lors de l'étape reine dont il se classe deuxième. Au départ de la dernière étape, il occupe la deuxième place du classement général et est en passe de monter sur son premier podium sur une course World Tour. Il est néanmoins contraint de se retirer de la course à seulement six kilomètres de la ligne d'arrivée en raison d'une violente chute, souffrant d'une double fracture. Ayant récupéré, il remporte le contre-la-montre en côte et termine à la seconde place du Tour de Romandie, son premier podium sur une course World Tour. 
Egan Bernal s'engage ensuite en tant que leader de son équipe sur le Tour de Californie. Il s'y adjuge les deux étapes arrivant au sommet et remporte le classement général devant l'Américain Tejay van Garderen, vainqueur du contre-la-montre, et un autre jeune Colombien, Daniel Martínez. À 21 ans, il devient le plus jeune vainqueur de l'épreuve.
Alors qu'il était prévu qu'il fasse ses débuts en grand tour lors du Tour d'Espagne, ses performances convainquent les dirigeants de Sky de l'aligner sur le Tour de France comme équipier de Christopher Froome et de Geraint Thomas. Il en est le plus jeune participant. Lors de la douzième étape, dans la montée de l'Alpe d'Huez, alors qu'il emmène ses coéquipiers Geraint Thomas et Christopher Froome, il impose un rythme soutenu et fait craquer de nombreux coureurs. Il prend ainsi une part active dans le succès de Sky sur ce Tour, remporté par Geraint Thomas et dont il prend la quinzième place. Une semaine après la fin du Tour, il chute et se blesse au visage, lors de la Classique de Saint-Sébastien. Il ne court plus pendant deux mois et manque notamment les championnats du monde. De retour sur les routes italiennes en octobre, il termine sa saison avec une dixième place sur Milan-Turin et une douzième au Tour de Lombardie. 
À l'issue de cette première saison réussie dans le World Tour, les dirigeants de Sky voient en lui le futur leader de l'équipe et prolongent son contrat jusqu'en 2023, une durée inhabituellement longue dans le cyclisme professionnel,.

#### 2019: victoires sur Paris-Nice, le Tour de Suisse et le Tour de France

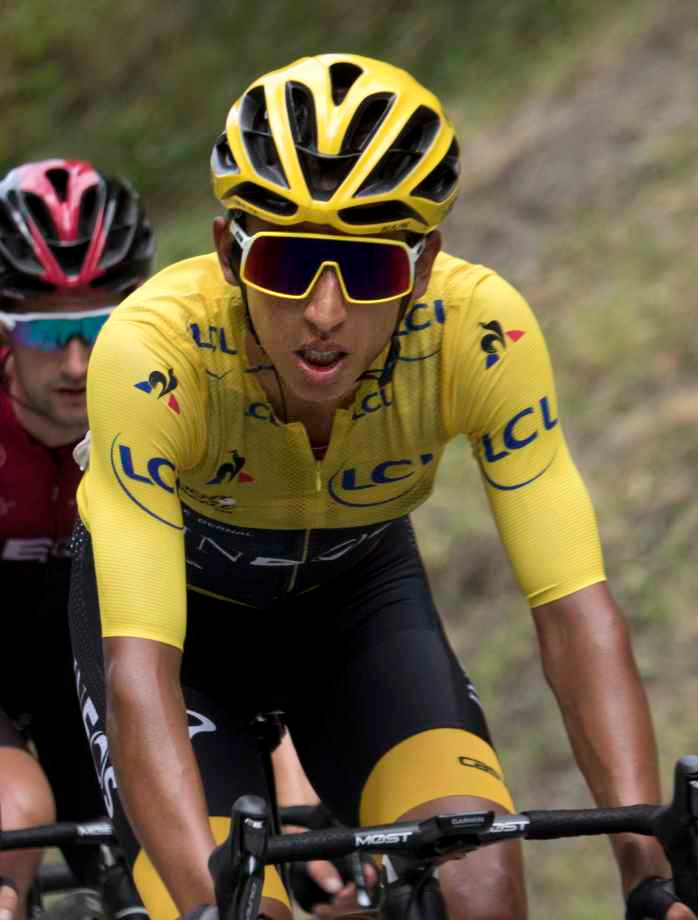
Bernal avec le maillot jaune sur le Tour de France 2019.

Il commence la saison un peu plus tard qu'en 2018, en vue de sa participation au Tour d'Italie en tant que leader de la Team Sky. Il effectue sa reprise sur les championnats nationaux, où il termine troisième du contre-la-montre. Il termine ensuite quatrième du Tour Colombia à la mi-février. 
En mars, il fait ses débuts en Europe lors de Paris-Nice, où il doit aider le Polonais Michał Kwiatkowski. Cependant, au fil des étapes, il reste au contact des premiers. Lors de la septième étape, la seule de haute montagne qui se termine au Col de Turini, il prend le maillot jaune du leader et le défend avec succès le dernier jour, malgré une attaque lointaine de son compatriote Nairo Quintana. Bernal remporte sa première grande victoire sur le sol européen devant Quintana et Kwiatkowski. 
Fin mars, il est troisième du Tour de Catalogne derrière son compatriote Miguel Ángel López, vainqueur, non sans avoir tenté jusqu'au bout de lâcher le Britannique Adam Yates, deuxième. En mai, alors que l'équipe Sky est devenue Ineos, il est victime d'une fracture de la clavicule à l'entraînement et doit déclarer forfait pour le Tour d'Italie.
Il reprend la compétition au Tour de Suisse. Il prend le maillot de leader lors de la 6e étape à l'arrivée à Flumserberg, en terminant 2e derrière Antwan Tolhoek. Il consolide son avance en remportant l'étape suivante au col du Saint-Gothard. Après avoir résisté lors du contre-la-montre du lendemain et lors de la dernière étape, il remporte ce Tour de Suisse devant Rohan Dennis et Patrick Konrad.
Le 26 juillet 2019, co-leader d'Ineos avec Geraint Thomas, il s'empare du maillot jaune du Tour de France au détriment du Français Julian Alaphilippe, à l'issue de la 19e étape, interrompue par la grêle au col de l'Iseran, à deux jours de l'arrivée et remporte finalement la grande boucle à 22 ans, s'octroyant par la même occasion le maillot blanc du meilleur jeune. Il est le premier Colombien — et Latino-Américain — à s'imposer sur le Tour de France, il est le troisième plus jeune vainqueur (à 22 ans et 196 jours) après Henri Cornet en 1904 et François Faber en 1909 et le plus précoce vainqueur du classement du meilleur jeune (classement créé en 1975 et ayant adopté sa formule actuelle en 1987). 
Il participe aux critériums d'après Tour, puis abandonne la Classique de Saint-Sébastien, avant d'être accueilli en héros en Colombie. Il déclare forfait pour le mondial, mais décide de participer aux classiques italiennes de fin de saison, où il s'impose lors du Tour du Piémont, termine deuxième du Tour de Toscane et surtout troisième du Tour de Lombardie, son premier podium sur un des cinq « monuments » des classiques cyclistes.

#### 2020: abandon sur le Tour de France
Il remporte la Route d'Occitanie grâce à une victoire d'étape au col de Beyrède. Mais par la suite, il abandonne sur le Critérium du Dauphiné. Il prend le départ du Tour de France avec des doutes sur sa condition physique. Il entretient l'illusion dans les Pyrénées, bien placé avec les autres favoris. Mais hors de forme, il arrive au col du Grand Colombier avec plus de sept minutes de retard sur Tadej Pogačar et Primož Roglič lors de la 15e étape. Il ne prend pas le départ de la 17e étape.
En octobre, des examens médicaux révèlent qu'une de ses jambes est plus longue que l'autre, ce qui a causé une scoliose qui explique la raison de ses maux de dos. Le traitement par la physiothérapie et des exercices de renforcement du dos prendront plusieurs mois, une opération n'étant pas possible,.

#### 2021: reprise et victoire sur le Tour d'Italie
En février, Egan Bernal participe au Tour de La Provence. Lors de la troisième étape, son coéquipier et compatriote Ivan Sosa attaque à cinq kilomètres de l'arrivée. Julian Alaphilippe part à sa poursuite et Bernal suit le champion du monde avant de le lâcher dans les derniers mètres, arrivant deuxième avec 15 secondes de retard sur Sosa. À l'issue de la quatrième et dernière étape, il termine troisième du général de la course, à une seconde d'Alaphilippe et à 19 secondes de Sosa, vainqueur. Le 3 mars, il se classe deuxième du Trofeo Laigueglia à 39 secondes du vainqueur Bauke Mollema. Trois jours plus tard, il termine troisième des Strade Bianche à 20 secondes du vainqueur Mathieu van der Poel. Du 10 au 16 mars, il participe à Tirreno-Adriatico. Lors de la deuxième étape, il attaque dans le Poggio Alla Croce, suivi par Jasper De Buyst et Kasper Asgreen mais le peloton les reprend à 30 kilomètres de l'arrivée. Il attaque à nouveau lors de la quatrième étape, suivi par Tadej Pogačar. Ils se font reprendre, mais le Slovène réussit à remporter l'étape.  
Bernal  termine finalement à la quatrième place du classement général, à près de quatre minutes du vainqueur Pogačar. En avril, il décide de ne pas participer au Tour des Alpes et envisage de faire l'impasse sur le Tour d'Italie et le Tour de France, pour faire du Tour d'Espagne son objectif majeur. 

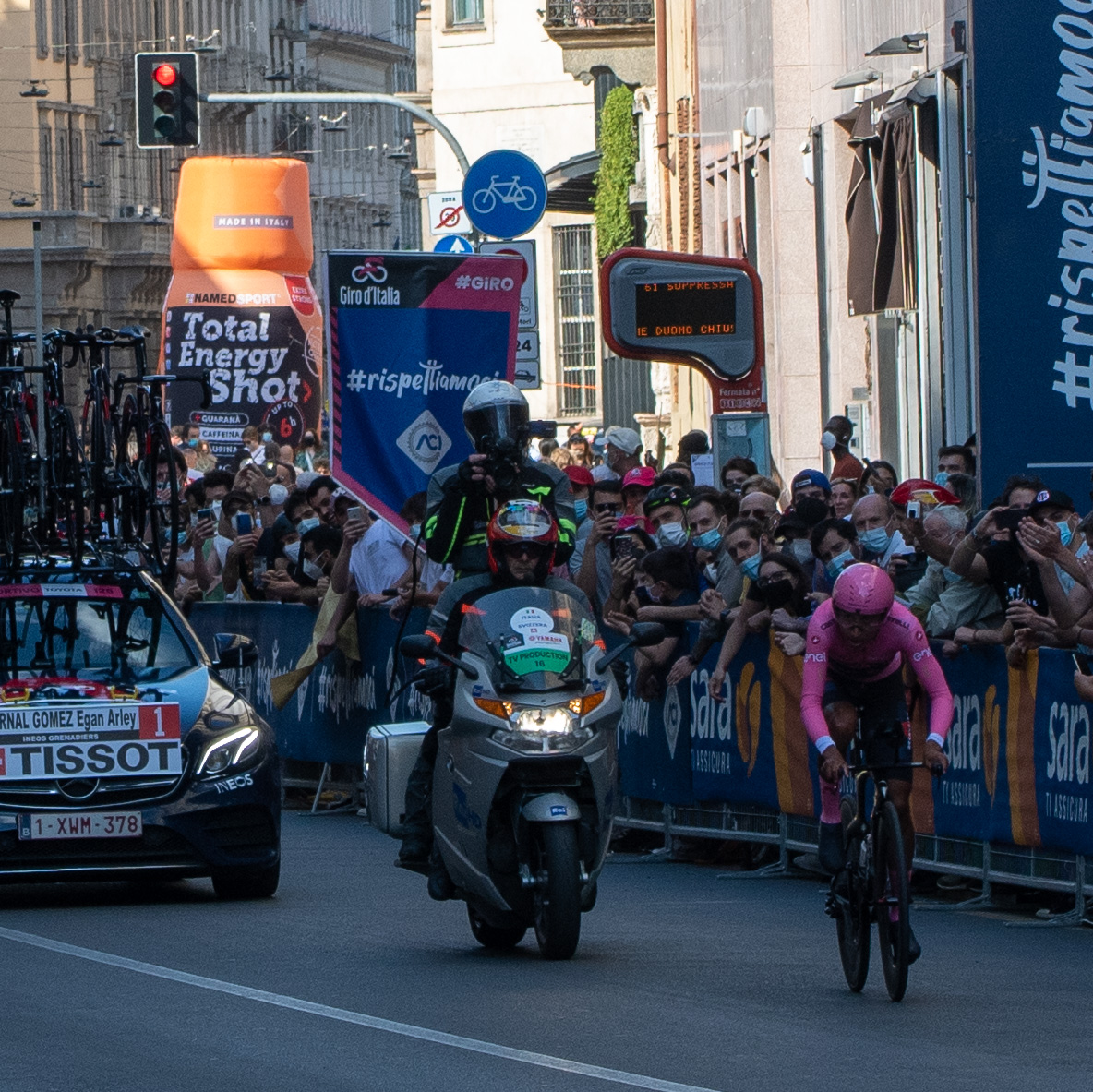
Bernal portant la maillot rose lors du contre-la-montre final du Tour d'Italie 2021.

Cependant, il s'aligne bel et bien sur le Giro, où il figure comme favori. Il termine 40e du contre-la-montre inaugural à 39 secondes du vainqueur, son coéquipier Filippo Ganna. Lors de la quatrième étape, il intègre le classement du meilleur jeune (4e place) puis le classement général le lendemain (10e place). Il est deuxième de la sixième étape à 12 secondes du vainqueur Gino Mäder, ce qui lui permet de se hisser à la 3e place du général derrière Attila Valter et Remco Evenepoel. Le 16 mai, il remporte sa première étape sur un grand tour, lors de la 9e étape de ce Giro, et endosse le maillot rose de leader. Le Colombien s'impose alors comme le favori n°1 de l'épreuve et distance tous ses adversaires au classement général. Terminant quatrième de la 14e étape, il y distance le Britannique Simon Yates qui semble être le seul à pouvoir lui tenir tête. Il décroche une nouvelle fois la concurrence dans les Dolomites en remportant la 16e étape avec 27 secondes d'avance sur ses poursuivants Romain Bardet et Damiano Caruso. Alors qu'il semble intouchable, il montre ses premiers signes de défaillance lors de la 17e étape, à trois kilomètres de l'arrivée, peinant à suivre son coéquipier Daniel Martínez et laissant partir Simon Yates et João Almeida. Il termine alors septième à 1 minute et 23 secondes du vainqueur Dan Martin, tandis que Yates lui reprend 53 secondes. Deux jours plus tard, le Britannique gagne la 19e étape, profitant d'une nouvelle baisse de forme de Bernal qui est également lâché par Almeida. Le lendemain, il termine deuxième de la 20e étape à 24 secondes du vainqueur Damiano Caruso, son dauphin au classement général. Là aussi, son équipier Daniel Martinez lui permet de limiter les écarts. Bernal termine 24e du contre-la-montre final à 1 minute et 53 secondes du vainqueur Ganna et remporte ainsi son premier Tour d'Italie et son deuxième grand tour à 24 ans. Lauréat également du classement des jeunes, il devient le quatrième coureur à faire ce doublé, en plus d'être le premier latino-américain à remporter le Giro et le Tour. À 24 ans, 4 mois et 17 jours, il est aussi le troisième plus jeune cycliste à avoir remporté le Tour de France et le Tour d'Italie, devancé seulement par Gino Bartali et Eddy Merckx
En août, il participe ensuite au Tour d'Espagne avec une équipe très solide qui comprend également Richard Carapaz et Adam Yates. Il prend la tête du classement des jeunes après la 3e étape et figure parmi les dix premiers au classement général pendant la majeure partie de la course. Lors de la 17e étape qui comprend la montée vers les lacs de Covadonga, il lance une attaque à 61 kilomètres de l'arrivée. Primož Roglič est le seul coureur à pouvoir l'accompagner. Le duo creuse continuellement l'écart sur les autres favoris, mais Bernal est finalement distancé par Roglič, en route pour décrocher une troisième Vuelta consécutive. À la fin de l'étape, Bernal est finalement rejoint par les autres favoris, conservant toujours son avance sur Gino Mäder au classement des jeunes et se hissant à la sixième place du général. Lors de l'avant-dernière montée de la course, il est pris dans une cassure entre favoris et perd le maillot blanc du meilleur jeune au profit de Mäder. Il conserve sa sixième place après le contre-la-montre final et met un terme à sa saison.

#### 2022: grave accident, hospitalisation, rééducation et reprise en douceur
Le 10 janvier, Ineos annonce l'extension du contrat d'Egan Bernal jusqu'en fin d'année 2026. Son programme de courses prévoit une participation au Tour de France. Le 24 janvier, Bernal percute l'arrière d'un autobus à l'arrêt, au cours d'un entraînement. Souffrant de plusieurs fractures et d'un traumatisme thoracique à la suite de cet accident de vélo, il est opéré à la clinique universitaire de la Sabana, où il subit une chirurgie de la colonne vertébrale. 
Sur son lit d'hôpital, il explique avoir eu 95 % de risque de devenir paraplégique et avoir failli perdre la vie et doit subir une nouvelle opération, pour réduire des fractures à la main droite et à la mâchoire. Au total, Egan Bernal a subi cinq interventions chirurgicales. Au mois de mars, il entame sa rééducation, enchaînant quelques sorties, notamment avec sa compagne.
Sept mois après sa grave chute, Egan Bernal effectue son grand retour dans le peloton professionnel à l'occasion du Tour du Danemark. Il explique dans un communiqué publié par INEOS Grenadiers : « Je ne peux pas assez souligner combien les huit derniers mois ont été difficiles pour moi, à la fois physiquement et mentalement. Ce jour-là et le voyage que j'ai effectué depuis feront partie de moi pour toujours, c'est quelque chose que l'on n'oublie jamais. ». Après trois abandons sur les trois premières courses, il conclut sa saison le 15 septembre en terminant 28e de la Coppa Sabatini à six minutes du vainqueur.

#### 2023: réhabilitation au niveau professionnel

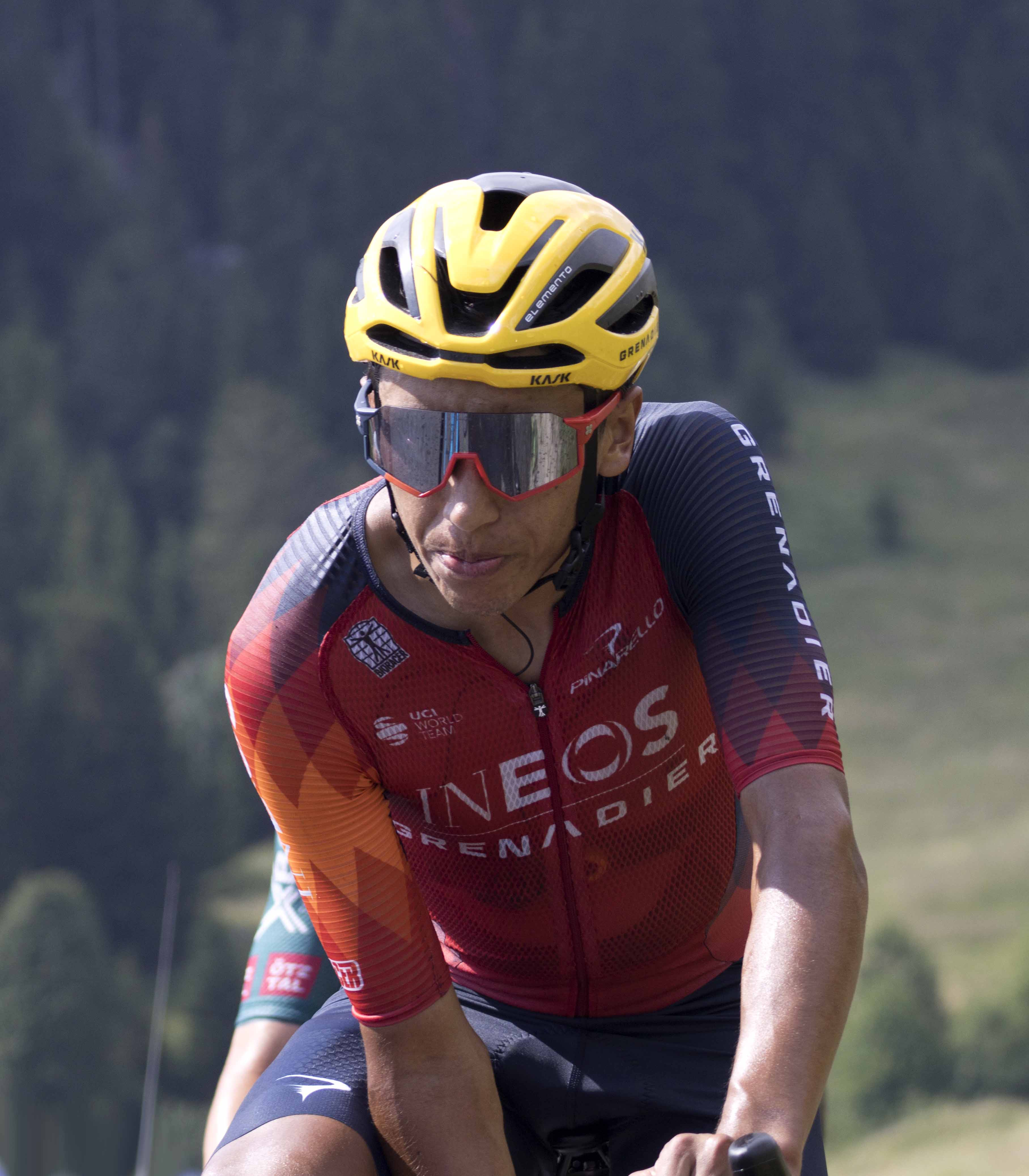
Bernal sur le Tour de France 2023.

Après une saison quasi blanche à la suite d'un grave accident en janvier 2022 et transformé physiquement par une rhinoseptoplastie, Egan Bernal débute cette nouvelle saison sur les routes du Tour de San Juan — course ayant été annulée ces deux dernières saisons à cause de la pandémie de Covid — il abandonne lors de l'avant-dernière étape. Encore insuffisamment remis d'une blessure au genou gauche, il renonce à participer au championnat de Colombie, au Tour d'Andalousie et à Paris-Nice.
Egan Bernal doit se préparer pour le Tour de France, après deux ans d'absence. Néanmoins, ses premiers résultats sont loin d'être encourageants : il abandonne au Tour de San Juan en janvier, il effectue son retour en Europe sur le Tour de Catalogne, qu'il abandonne également après une chute sur la sixième étape, il participe au Tour du Pays basque, qu'il termine à une anecdotique 92e place. C'est finalement sur le Tour de Romandie qu'il semble retrouver son niveau d'avant chute, terminant parmi les favoris vers Thyon 2000 et à une encourageante huitième place au classement général. Il participe ensuite au Critérium du Dauphiné. Il l'achève à la douzième place, loin de Jonas Vingegaard, mais dans le rythme des seconds couteaux. Il se déclare surpris par son niveauqu'il estime bon. Sur le Tour de France, il se mue en coéquipier pour Geraint Thomas, vainqueur du Tour de France 2018, puis pour Carlos Rodríguez, qui termine premier de l'équipe à la cinquième place du classement général pour sa première participation. Egan Bernal termine 36e du classement général.
Il décide d'enchainer avec le Tour d'Espagne qu'il conclut à une modeste 55e place au classement général, sa meilleure étape reste la dix-huitième avec une septième position, derrière le vainqueur du jour Remco Evenepoel. Sa saison se termine par son deuxième grand tour de l'année. Si l'année n'est pas marquée par une victoire, il a su enchainer les courses pour retrouver les conditions du milieu professionnel afin d'envisager une préparation complète et une intensification des courses pour le printemps 2024.

#### 2024: retour aux avant-postes

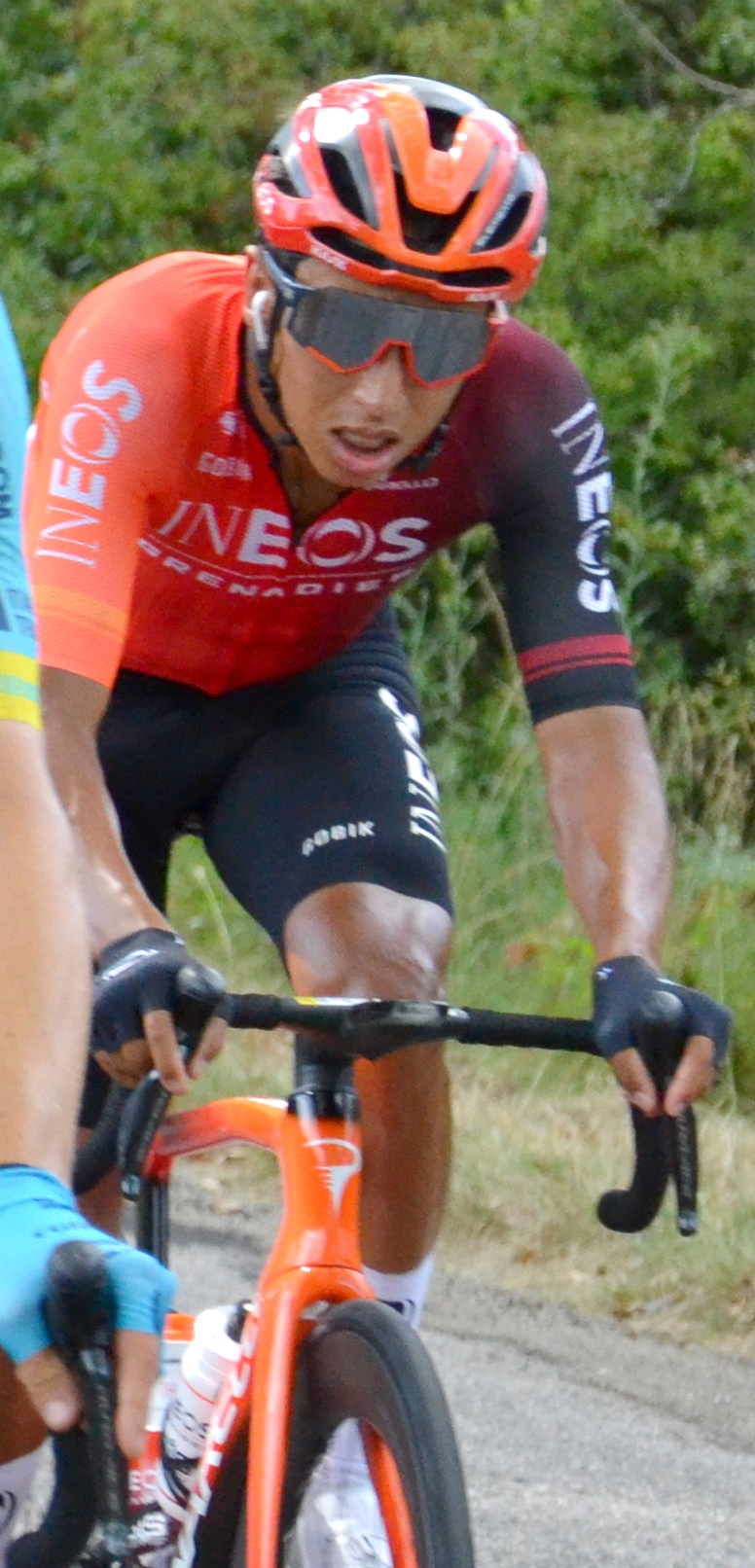
Egan Bernal sur le Tour de France 2024.

Egan Bernal débute cette nouvelle saison avec l'espoir de retrouver le niveau qu'il avait avant son grave accident. Il reprend à domicile, en Colombie, avec les championnats nationaux, qu'il termine à une encourageante troisième place sur la course en ligne et sixième place sur le contre-la-montre. Il est régulièrement en avant sur le Tour de Colombie, qu'il achève en cinquième position. De retour en Europe, il se classe troisième du O Gran Camiño, derrière le vainqueur des deux derniers Tour de France, Jonas Vingegaard, et Lenny Martinez. Bernal décide de participer à Paris-Nice, qu'il avait remporté en 2019 : il se classe cinquième de l'étape du Mont Brouilly et termine septième du classement général.
Aligné sur le Tour de Catalogne, il joue les seconds rôles sur les deux premières étapes de montagne avant de terminer deuxième de l'étape reine autour de Berga, derrière Tadej Pogačar, ce qui lui permet de monter sur la troisième marche du podium, à la veille de la dernière étape autour du célèbre circuit de Montjuic, à Barcelone, et d'y rester à l'issue de la dernière étape, où il manifeste sa satisfaction. Il participe en avril au Tour de Romandie, se classant sixième de la quatrième étape à Leysin et terminant ce tour helvète à la dixième place en ayant assuré un travail d'équipier fructueux pour Carlos Rodríguez, vainqueur du classement général. En juin, il finit quatrième du Tour de Suisse avant de participer au Tour de France en tant que co-leader d'Ineos en compagnie de Rodríguez. Il termine la 4e étape à la 13e place dans un petit groupe avec notamment Adam Yates, Matteo Jorgenson, Geraint Thomas, Felix Gall, Santiago Buitrago et Giulio Ciccone à près de trois minutes du vainqueur Tadej Pogačar. Sur la 15e étape il perd plus de quarante-deux minutes sur le vainqueur et explique cela par « un gros rhume ». Il termine le Tour de France à la 29e position. 

#### 2025
En fin de saison 2024, Egan Bernal déclare viser le Tour d'Espagne en 2025 lors de la conférence de presse de lancement du Gran Fondo de Ciclismo de Bogotá : « Ce sera mon objectif principal en 2025, nous voulons très bien faire sur cette course. L'équipe me soutient et toutes les décisions que nous prendrons seront prises en fonction de cette course ».
En février 2025, il devient double champion de Colombie, remportant le contre-la-montre et la course en ligne à Bucaramanga.

## Style et caractéristiques
Issu du VTT, il bénéficie d'une vélocité importante, combinée à une très grande résistance naturelle. Selon son premier entraîneur Michele Bartoli, ses changements de rythme en montagne sont « dévastateurs » et il a la génétique d'un Hinault ou d'un Indurain.
Considéré comme un grimpeur, il est très tôt attiré par les courses par étapes et notamment les grands tours. En revanche, il court moins les classiques, même s'il a l'explosivité nécessaire pour bien y figurer. En contre-la-montre, il développe les mêmes puissances que lorsqu'il est en montée avec un vélo traditionnel, ce qui lui permet d'obtenir des bons résultats.

## Palmarès sur route

### Par année
- 2016
  - Tour de Bihor :
    - Classement général
    - 1re étape
- 2017
  - Vainqueur de la Coupe d'Italie espoirs
  - Tour de l'Avenir :
    - Classement général
    - 7e et 8e étapes

  - Tour de Savoie Mont-Blanc :
    - Classement général
    - 2e et 4e étapes

  - Sibiu Cycling Tour :
    - Classement général
    - 2e et 3e étapes

  - 2e du Tour des Apennins
  - 3e du Mémorial Marco Pantani

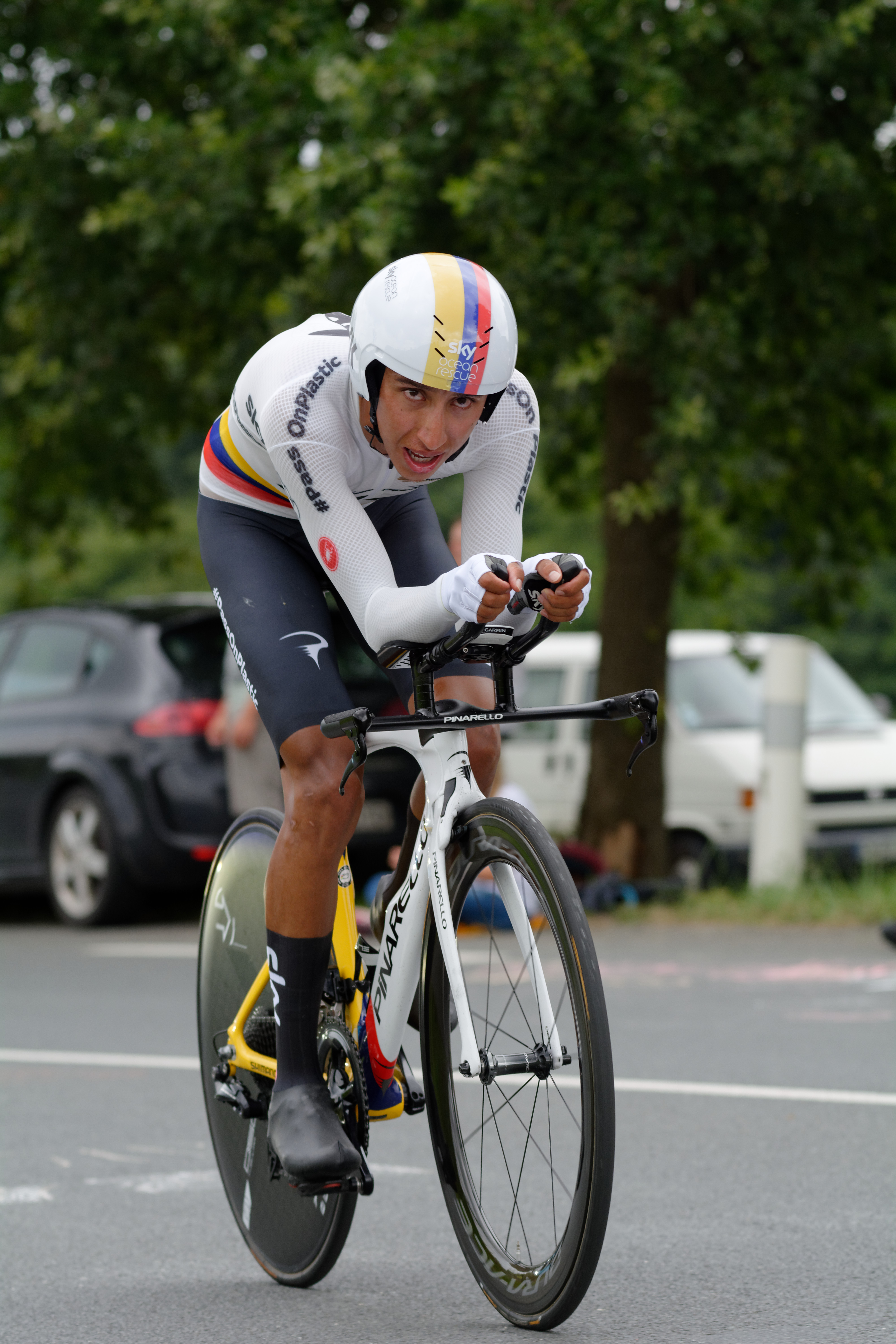
Egan Bernal, vêtu du maillot de champion de Colombie du contre-la-montre, lors du Tour de France 2018.

  - 3e de la Semaine internationale Coppi et Bartali
- 2018
  -  Champion de Colombie du contre-la-montre
  - Classement général de la Colombia Oro y Paz
  - 3e étape du Tour de Romandie
  - Tour de Californie :
    - Classement général
    - 2e et 6e étapes

  - 2e du Tour de Romandie
  - 6e du Tour Down Under
- 2019
  - UCI America Tour
  - Classement général de Paris-Nice
  - Tour de Suisse :
    - Classement général
    - 7e étape

  - Tour de France :
    -  Classement général
    -  Classement du meilleur jeune

  - Tour du Piémont
  - 2e du Tour de Toscane
  - 3e du championnat de Colombie du contre-la-montre
  - 3e du Tour de Catalogne
  - 3e du Tour de Lombardie
- 2020
  - Route d'Occitanie : 
    - Classement général
    - 3e étape

  - 2e du championnat de Colombie sur route
  - 2e du Tour de l'Ain
  - 3e du championnat de Colombie du contre-la-montre
- 2021
  - UCI America Tour
  - Tour d'Italie :
    -  Classement général
    -  Classement du meilleur jeune
    - 9e et 16e étapes

  - 2e du Trofeo Laigueglia
  - 3e du Tour de La Provence
  - 3e des Strade Bianche
  - 4e de Tirreno-Adriatico
  - 6e du Tour d'Espagne
- 2023
  - 8e du Tour de Romandie
- 2024
  - 3e du championnat de Colombie sur route
  - 3e du Gran Camiño
  - 3e du Tour de Catalogne
  - 4e du Tour de Suisse
  - 7e de Paris-Nice
  - 10e du Tour de Romandie
- 2025
  -  Champion de Colombie sur route
  -  Champion de Colombie du contre-la-montre
  - 7e du Tour de Catalogne
  - 7e du Tour d'Italie

### Résultats sur les grands tours

#### Tour de France
5 participations
- 2018 : 15e

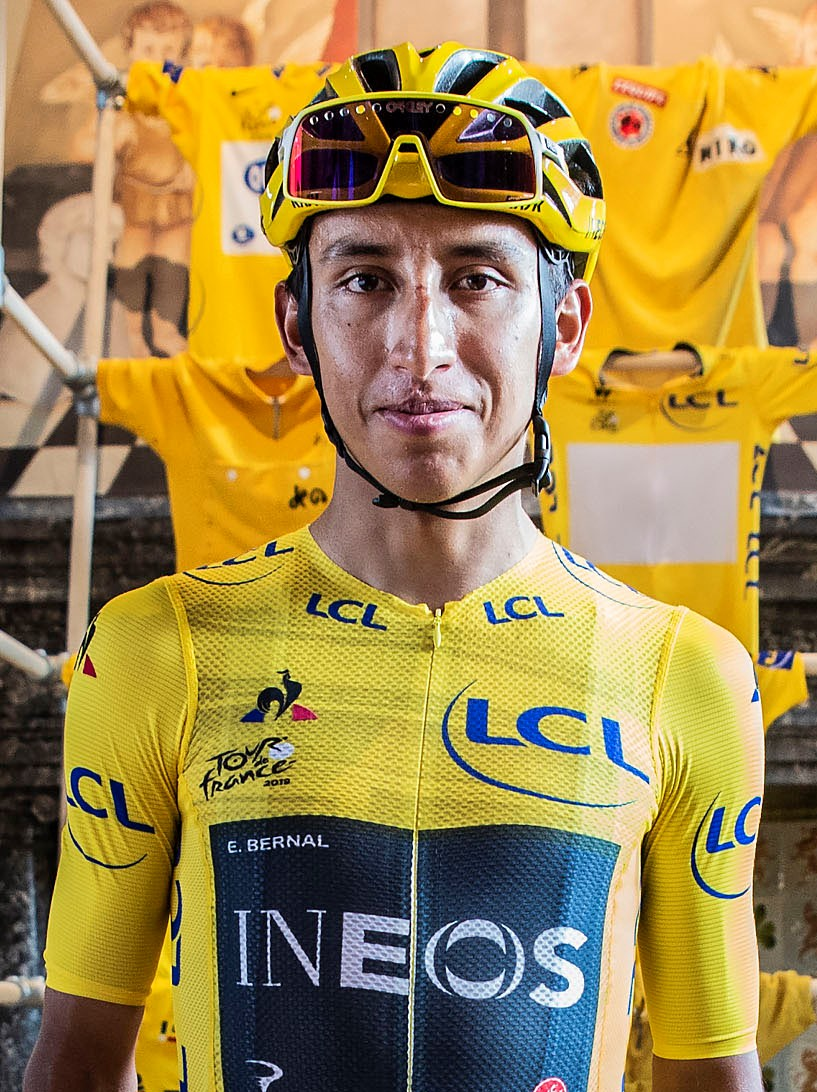
Vainqueur du Tour de France 2019.

- 2019 :  vainqueur du classement général,  vainqueur du classement du meilleur jeune,  maillot jaune pendant 3 jours
- 2020 : non-partant (17e étape)
- 2023 : 36e
- 2024 : 29e

Egan Bernal est, avec Roger Walkowiak, l'un des deux seuls vainqueurs du Tour à n'y avoir jamais remporté la moindre étape (il était en tête lors de l'arrêt de la 19e étape du Tour qu'il a remporté mais l’étape fut désignée sans vainqueur).

#### Tour d'Italie
2 participations
- 2021 :  vainqueur du classement général,  vainqueur du classement du meilleur jeune, vainqueur des 9e et 16e étapes,  maillot rose pendant 13 jours
- 2025 : 7e

#### Tour d'Espagne
2 participations
- 2021 : 6e
- 2023 : 55e

### Classements mondiaux
| Année                                 | 2016 | 2017 | 2018 | 2019 | 2020 | 2021 | 2022  | 2023 | 2024 |
| ------------------------------------- | ---- | ---- | ---- | ---- | ---- | ---- | ----- | ---- | ---- |
| UCI World Tour                        | nc   | nc   | 29e  |      |      |      |       |      |      |
| Classement mondial                    | 439e | 60e  | 34e  | 4e   | 101e | 5e   | 2288e | 290e | 63e  |
| UCI Europe Tour                       | 236e | 5e   | 865e |      |      |      |       |      |      |
| UCI Asia Tour                         | nc   | 131e | nc   |      |      |      |       |      |      |
| UCI America Tour                      | nc   | 162e | 7e   | 1er  | 7e   | 1er  | 370e  | 26e  | 7e   |
|                                       |      |      |      |      |      |      |       |      |      |
| Légende : nc = non classéSource : UCI |      |      |      |      |      |      |       |      |      |

## Palmarès en VTT

### Championnats du monde
- Lillehammer-Hafjell 2014
  -  Médaillé d'argent du cross-country juniors
- Vallnord 2015
  -  Médaillé de bronze du cross-country juniors

### Championnats panaméricains
- Londrina 2014
  -  Médaillé de bronze du cross-country juniors
- Cota 2015
  -  Champion panaméricain de cross-country juniors

### Championnats nationaux
- Jardín 2014
  - 2e du championnat de Colombie de cross-country juniors
  - 3e du championnat de Colombie de cross-country eliminator
- Pasto 2015
  -  Champion de Colombie de cross-country juniors

## Distinctions
- Révélation de l'année 2019 des Laureus World Sports Awards